# Fluxo de caixa descontado
O fluxo de caixa descontado é um método para avaliar a riqueza econômica de uma empresa dimensionada pelos benefícios de caixa a serem agregados no futuro e descontados por uma taxa de
atratividade que reflete o custo de oportunidade dos provedores de capital.
Investir significa aplicar o capital em um ativo com a expectativa de que ele gere lucros futuros que superem o investimento. Para isso, é necessário, primeiramente, distinguir-se os conceitos de valor de preço. O escritor irlandês Oscar Wilde escreveu: "Vivemos em uma época onde sabemos o preço de tudo e o valor de nada!"
Valor de um ativo representa o seu montante justo hoje, enquanto preço significa por quanto o mercado o está negociando nessa mesma data. Logo, se o preço praticado é inferior ao valor, tem-se um investimento potencial a ser adquirido. Conforme Hilsdorf"preço é o que se paga e valor o que se leva".
Mas como conhecer o valor de um ativo? Segundo Damodaran, há dezenas de modelos de avaliação, mas apenas duas abordagens: intrínsica e relativa. Ainda segundo Damodaran, o valor intrínseco de um ativo é determinado pelos fluxos de caixa que se espera sejam gerados pelo bem durante sua vida útil e pelo grau de incerteza por eles gerados.
Para Póvoa o valor justo de uma empresa para os acionistas representa o que ela pode gerar de retorno no futuro expresso em valores de hoje.

## Matematicamente
A formula simplificada do DCF para um período é:
{\displaystyle FV={\sqrt[{n}]{1-d}}}
Onde
- FV = o valor nominal do montante de Fluxo de Caixa num período futuro;
- d = é a taxa de desconto, determinada pelo custo de capital e riscos do investimento,
- n = é o número de períodos.

Ou
{\displaystyle VE=FCL(n+1)+FCL(n+2)+FCL(n+3)+...FCL(n+x)}
em que n é o período e x o fim do número de períodos
{\displaystyle (1+r)(1+r)^{2}(1+r)^{3}(1+r)^{n}}
O Fluxo de Caixa Descontado pode ser calculado de duas maneiras;
a) para obter o fluxo de caixa dos acionistas(gerado após computados os efeitos de todas as dívidas para complementar o financiamento da empresa) e a segunda
b) é através do uso do FCL-fluxo de caixa livre (gerado após a dedução dos impostos, investimentos permanentes e variações esperadas no capital circulante líquido)

## Taxa de Desconto
A taxa de desconto não é única ou uniforme. Ela é formada a partir do custo de oportunidade somado a uma taxa de risco e ambos são definidos por cada investidor em função de sua realidade financeira e avaliação de risco.
Uma forma simplificada, porém não menos viável, de se identificar o custo de oportunidade é lançar um olhar sobre a renda fixa, onde podemos avaliar o retorno (juros a receber) com o baixo risco (possibilidade de não recebermos o capital investido). Logo, no caso brasileiro, o investidor poderia utilizar como custo de oportunidade a taxa de juros pagos pelos títulos do tesouro direto atrelados à taxa Selic (Tesouro Selic - antiga LFT).
A taxa de risco ou prêmio pelo risco, será determinada pelo investidor e considerará as características do mercado como um todo e, principalmente, do ativo a que se quer avaliar.